# Veniamin Soldatenko
Veniamin Vasilievich Soldatenko (em russo: Вениамин Васильевич Солдатенко) (Shkurovka, Soltustik Qazaqstan, RSS do Cazaquistão, 4 de janeiro de 1939 – 15 de julho de 2023) foi um antigo atleta soviético, especialista em marcha atlética, que competia principalmente em 50 km marcha.
Ganhou a medalha de prata nos Jogos Olímpicos de Munique, em 1972 e foi Campeão Europeu em 1971. O seu recorde pessoal em 50 km marcha é de 3:53:24 h e foi obtido em 1978.
Depois da dissolução da União Soviética, adquiriu a cidadania cazaque.

## Morte
Soldatenko morreu no dia 15 de julho de 2023, aos 83 anos.